# Liste der Baudenkmäler im Wuppertaler Stadtbezirk Cronenberg
Die Liste der Baudenkmäler im Wuppertaler Stadtbezirk Cronenberg enthält die denkmalgeschützten Bauwerke auf dem Gebiet des Stadtbezirks Wuppertal-Cronenberg in Nordrhein-Westfalen (Stand: November 2011). Diese Baudenkmäler sind in der Denkmalliste der Stadt Wuppertal eingetragen; Grundlage für die Aufnahme ist das Denkmalschutzgesetz Nordrhein-Westfalen (DSchG NRW).

Der Stadtbezirk ist gegliedert in die Wohnquartiere Cronenberg-Mitte, Küllenhahn, Hahnerberg, Cronenfeld, Berghausen, Sudberg und Kohlfurth.

## Baudenkmäler im Wuppertaler Stadtbezirk Cronenberg

### Cronenberg-Mitte
siehe Liste der Baudenkmäler im Wuppertaler Wohnquartier Cronenberg-Mitte

### Küllenhahn
siehe Liste der Baudenkmäler im Wuppertaler Wohnquartier Küllenhahn

### Hahnerberg
siehe Liste der Baudenkmäler im Wuppertaler Wohnquartier Hahnerberg

### Cronenfeld
siehe Liste der Baudenkmäler im Wuppertaler Wohnquartier Cronenfeld

### Berghausen
kein Eintrag

### Sudberg
siehe Liste der Baudenkmäler im Wuppertaler Wohnquartier Sudberg

### Kohlfurth
siehe Liste der Baudenkmäler im Wuppertaler Wohnquartier Kohlfurth